# كأس العالم لاتحاد الجمعيات المستقلة لكرة القدم 2014
كأس العالم لاتحاد الجمعيات المستقلة لكرة القدم 2014 هو الموسم 1 من  كأس العالم لاتحاد الجمعيات المستقلة لكرة القدم. أشرف على تنظيمه اتحاد الجمعيات المستقلة لكرة القدم، وكان عدد الأندية المشاركة فيه  12، وفاز فيه منتخب مقاطعة نيس لكرة القدم.